# 西大坡水利枢纽工程
西大坡水利枢纽工程，位于中国吉林省汪清县东光镇西大坡村的嘎呀河一级支流汪清河下游，为中型水库。坝址距汪清县城25km。该工程以城市供水为主，兼防洪（10年标准）、灌溉、养殖等综合利用工程。新增供水能力2715万立方米。

## 技术
控制流域面积542平方公里，水库总库容4375万m3，正常库容为3333万m3，死库容为398万m3，径流调节库容2935万m3，调洪库容691万m3。校核洪水位为396.47m，设计洪水位为396.11m，正常蓄水位为394.02m，死水位为376.4m，坝顶高程为396.47m。

## 历史
工程概算总投资为67871.2万元， 其中23871.2万元拟采用PPP模式吸引社会资本投资。2018年4月24日国家财政部《关于进一步加强政府和社会资本合作（PPP）示范项目规范管理的通知》（财金〔2018〕54号）把该项目列入“调出示范项目清单”，调出原因是“尚未落地”。